# Eiderfördämningen

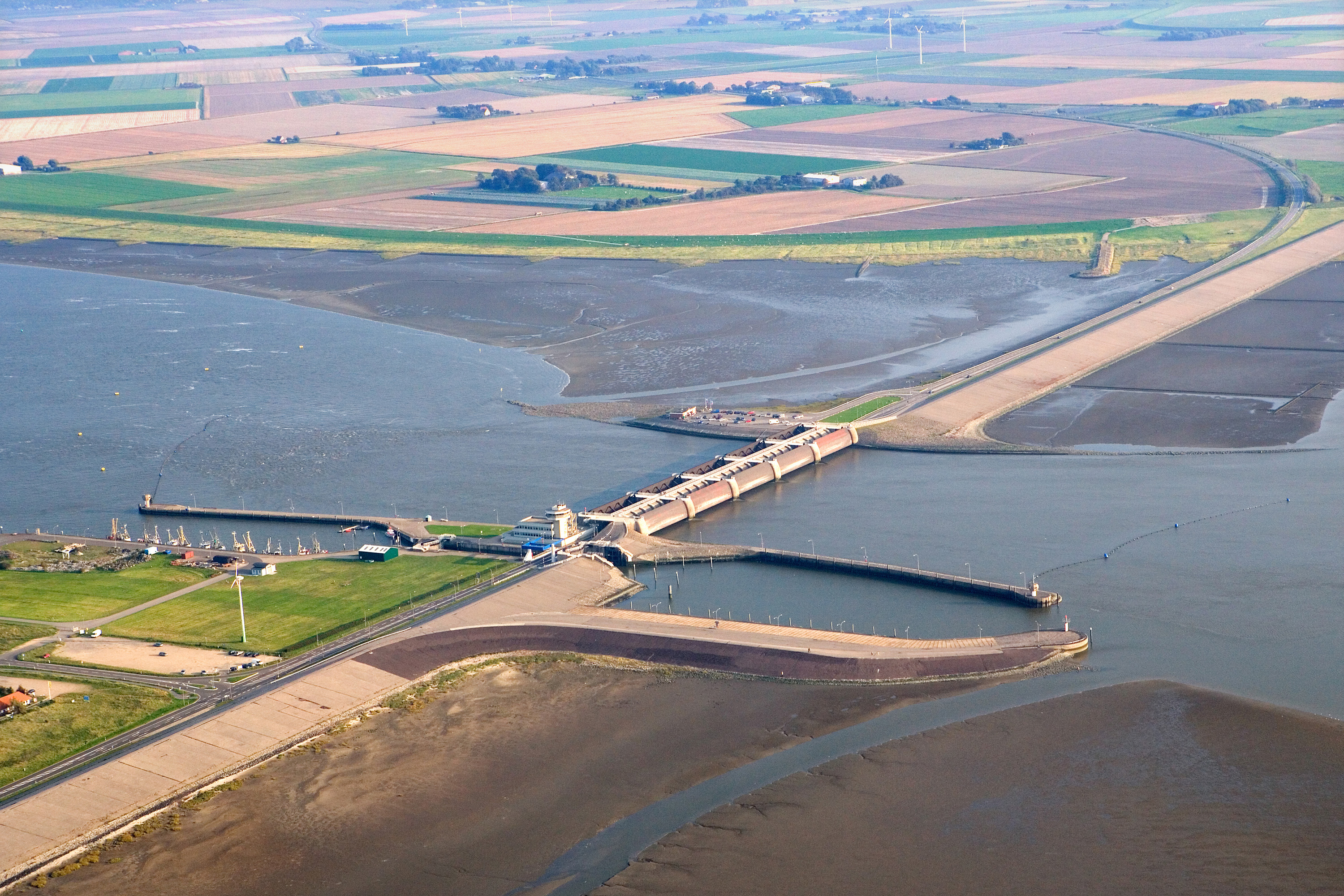
Eiderfördämningens rörliga barriär sedd från sjösidan.

Eiderfördämningen (tyska: Eidersperrwerk) är en översvämningsbarriär vid floden Eiders mynning i Nordsjön, strax väster om staden Tönning i Schleswig-Holstein, norra Tyskland. Fördämningen invigdes 1973 och dess huvudsakliga uppgift är att skydda bakomliggande landområden mot Nordsjöns stormfloder. Anläggningen är den största i sitt slag i Tyskland. Sedan invigningen har Eiderfördämningen skyddat vid ett 60-tal svåra stormfloder.

## Bakgrund
Redan 1957 började utredningsarbeten angående bygget av en fördämning mellan Eider och Nordsjön för att skydda människor och land för upprepade nordsjöstormfloder. Efter att stormfloden i Nordtyskland 1962 även drabbade staden Tönning diskuterades om fördämningsvallarna längs floden Eiders stränder skulle höjas eller om en öppnings- och stängningsbar barriär vid flodens mynning skulle byggas. Man beslöt att välja det senare alternativet och 1967, fem år efter den svåra stormfloden som kostade 340 liv, började byggarbetena. Projektet tog sex år att färdigställa och den 20 mars 1973 invigdes anläggningen som kostade 170 miljoner DM.

## Byggnad och funktion
Eiderfördämningens rörliga barriär består av två parallella betongkonstruktioner med fem stålportar i vardera. Genom anläggningen leder en 236 meter lång biltunnel och över fördämningen finns en inspektionsväg som även kan användas av gående och cyklister. För fartygstrafiken mellan Eider och Nordsjön finns en 75 meter lång och 14 meter bred sluss. Över slussen går en klaffbro. Vid norra sidan står ett driftlednings- och kontrolltorn. Inklusive fasta vallar har hela fördämningen en längd av 4,9 kilometer. För att bygga anläggningen gick det åt bland annat 48 000 m³ betong, 7 000 m³ spännbetong, 15 800 löpmeter stålpålar och 95 000 ton sten.

### Funktionsschema
De schematiska bilderna visar ett portpar från sidan (eller en sektion genom ett portpar). Till höger är Eidern, till vänster är Nordsjön. 

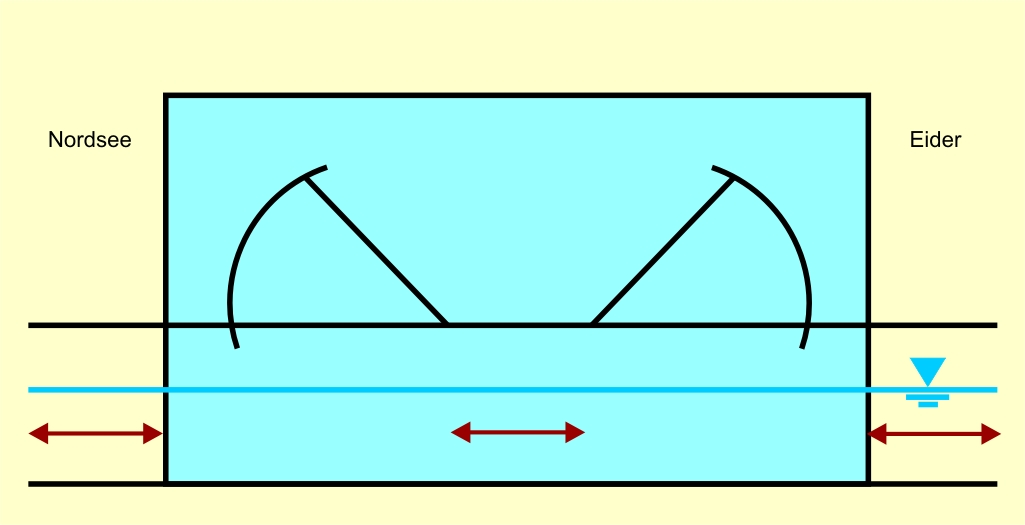
Normaldrift - öppet
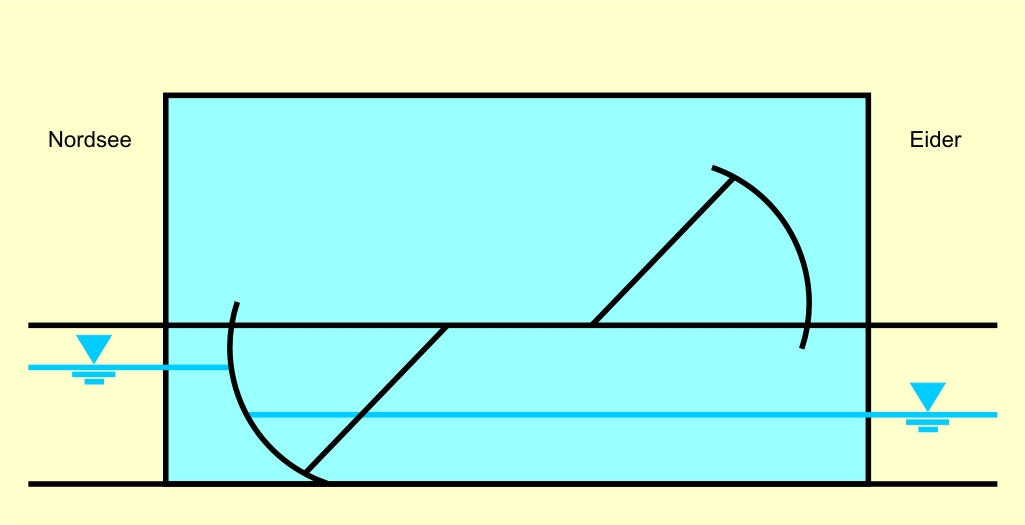
Sildrift - halvöppet, rörlig
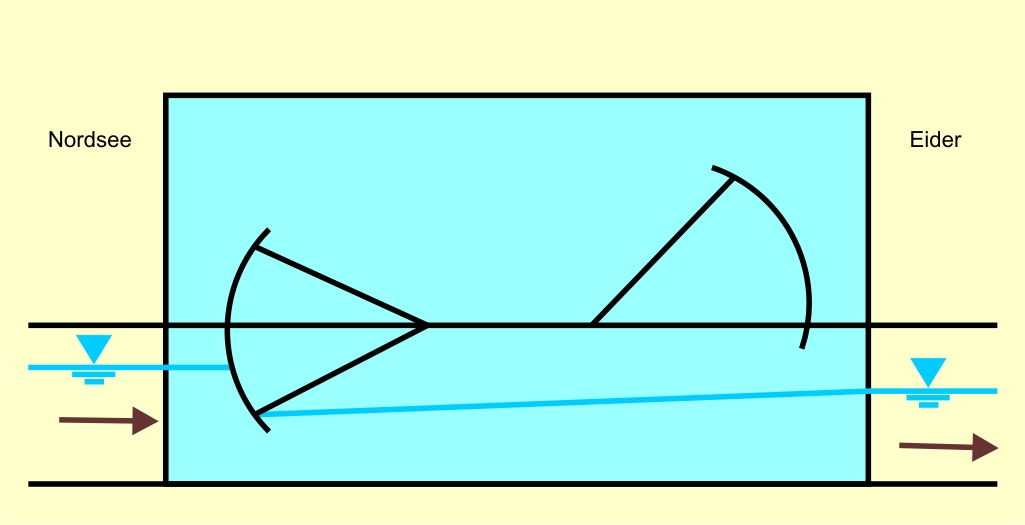
Flodreducering - halvöppet, fast
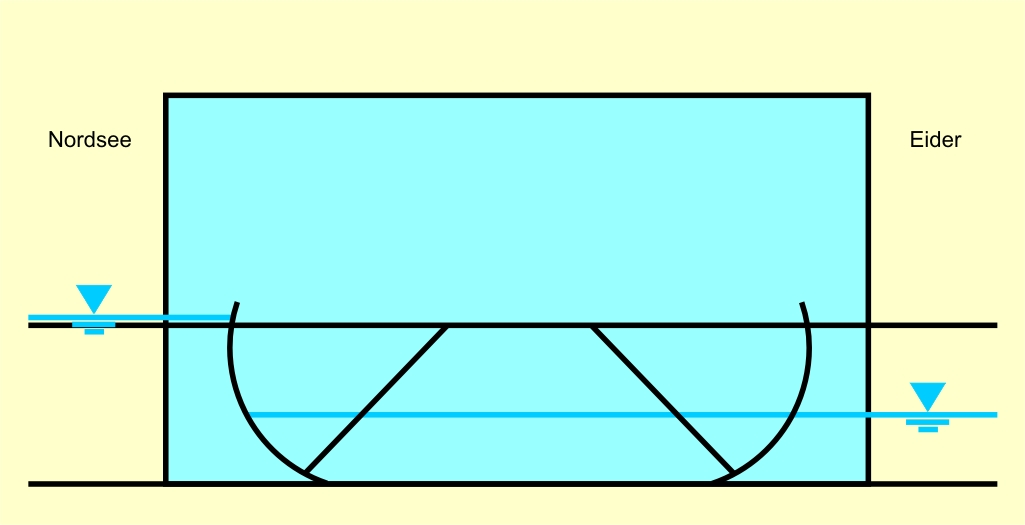
Vid stormflod - stängd

Varje port har en öppning av 40 meter och väger 255 ton. Porten har en krökt form och vid stängningen sänks den lik en skopa ner i vattnet. Stängning respektive öppning sker oljehydraulisk med en hastighet av mellan 0,22 och 0,66 meter/sekund. Det finns möjlighet att ha olika driftlägen. Vid normaldrift är portarna helt öppna och vid stormflod helt stängda. Däremellan kan anläggningen släppa in och ut reducerade mängder vatten. Vid sildrift fungerar anläggningen som ett avvattningssystem för marsklandet bakom fördämningen.

## Bilder

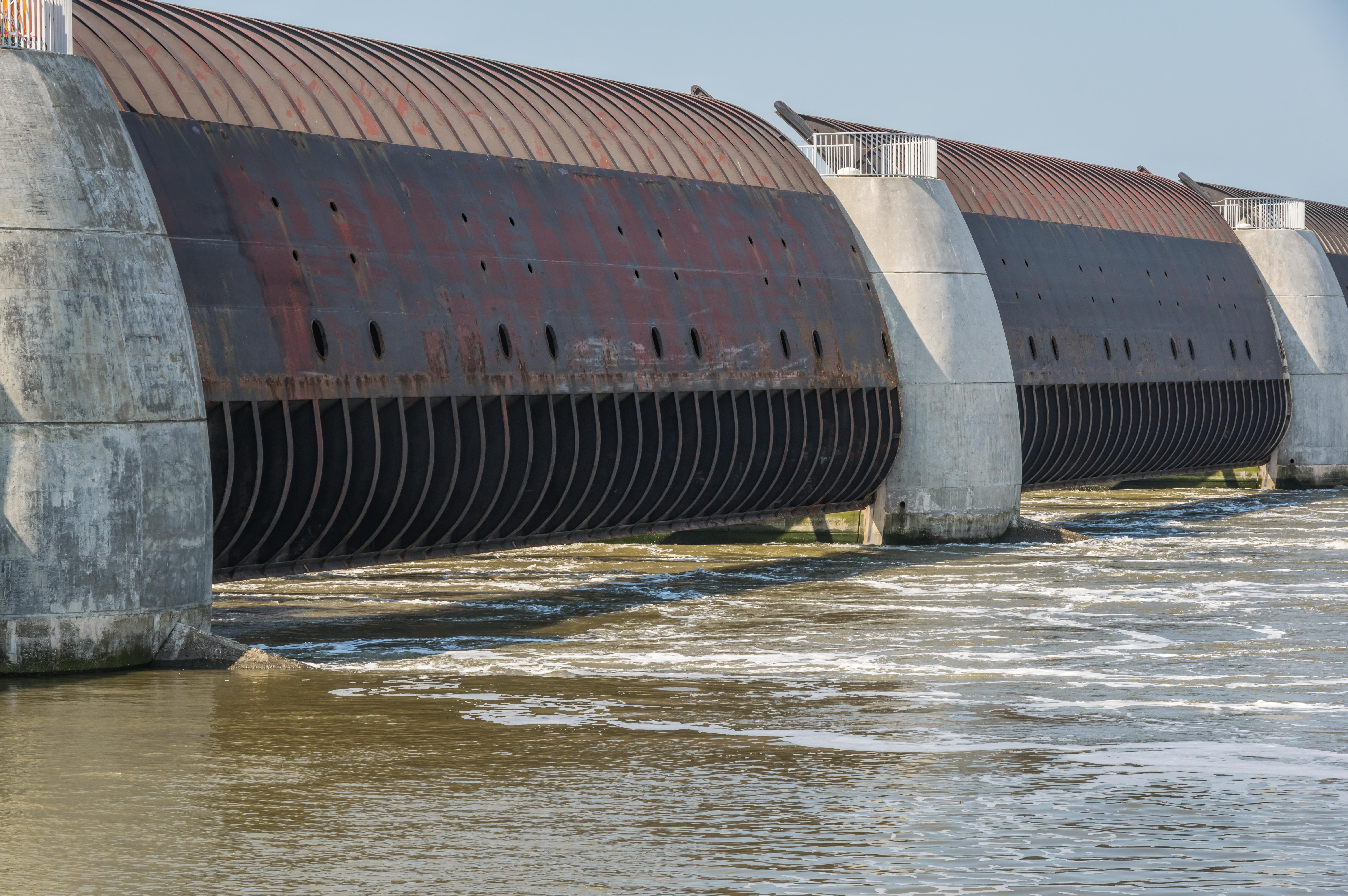
Portarna öppna
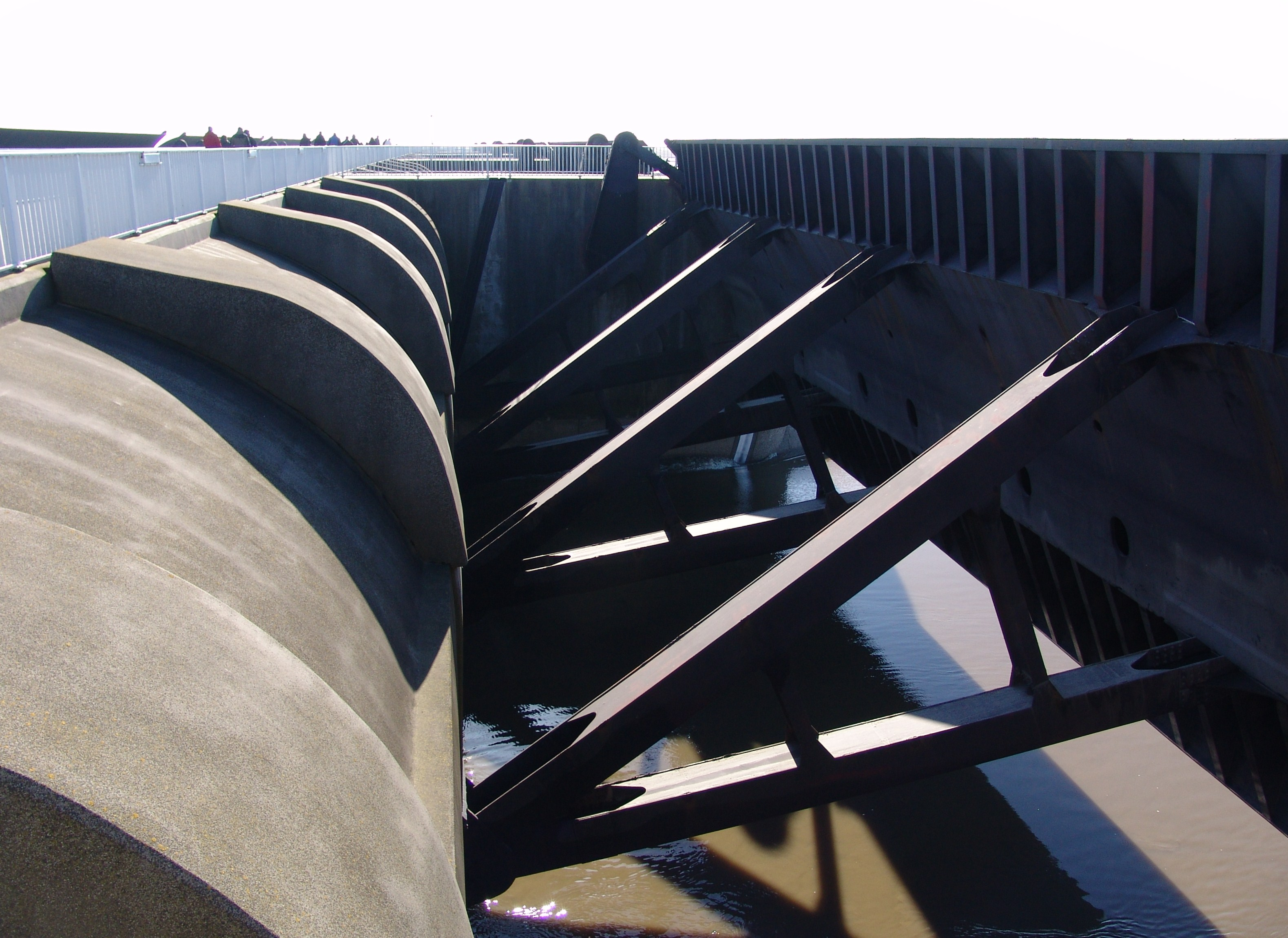
Port, detalj
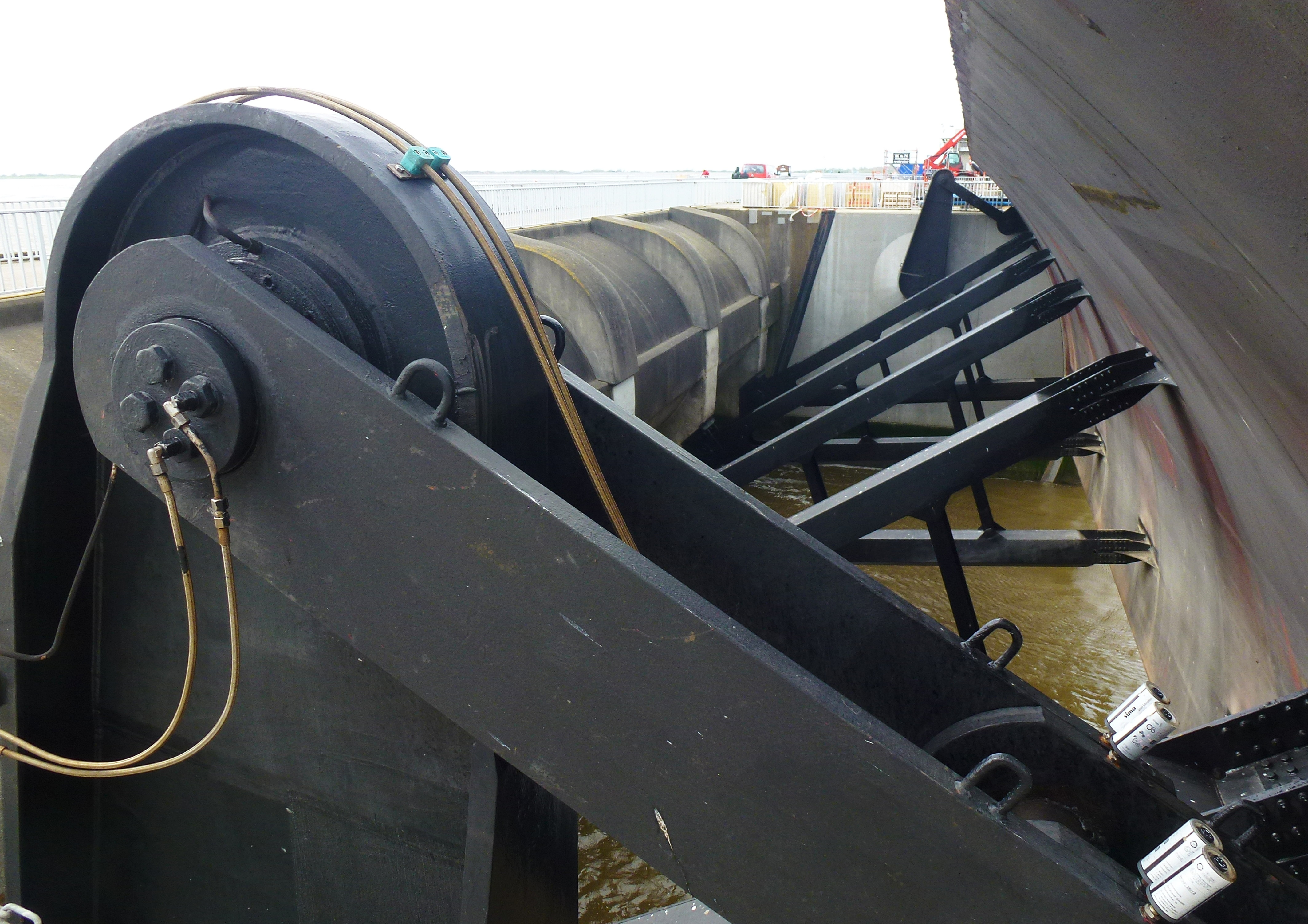
Port, detalj
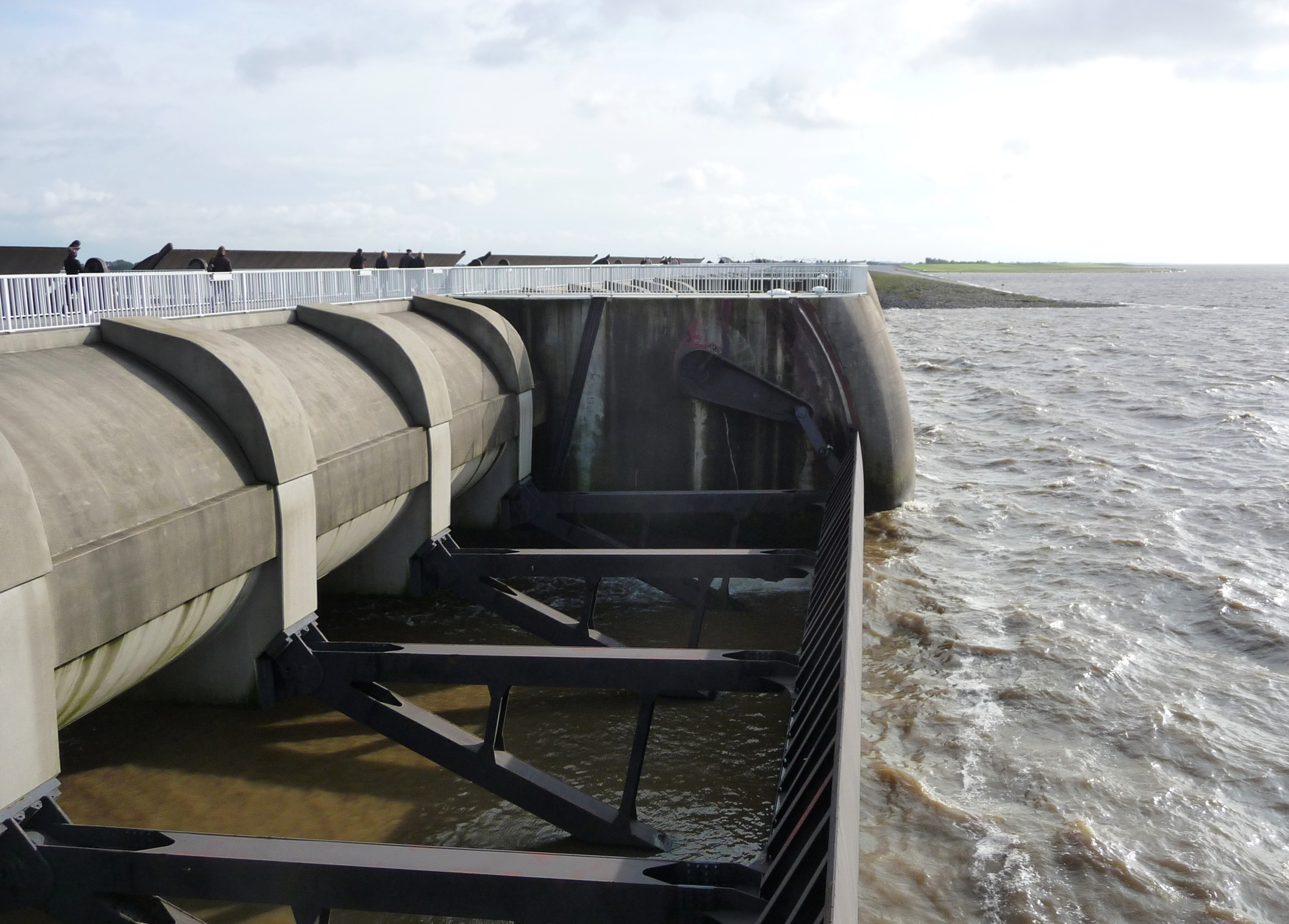
Portarna stängda
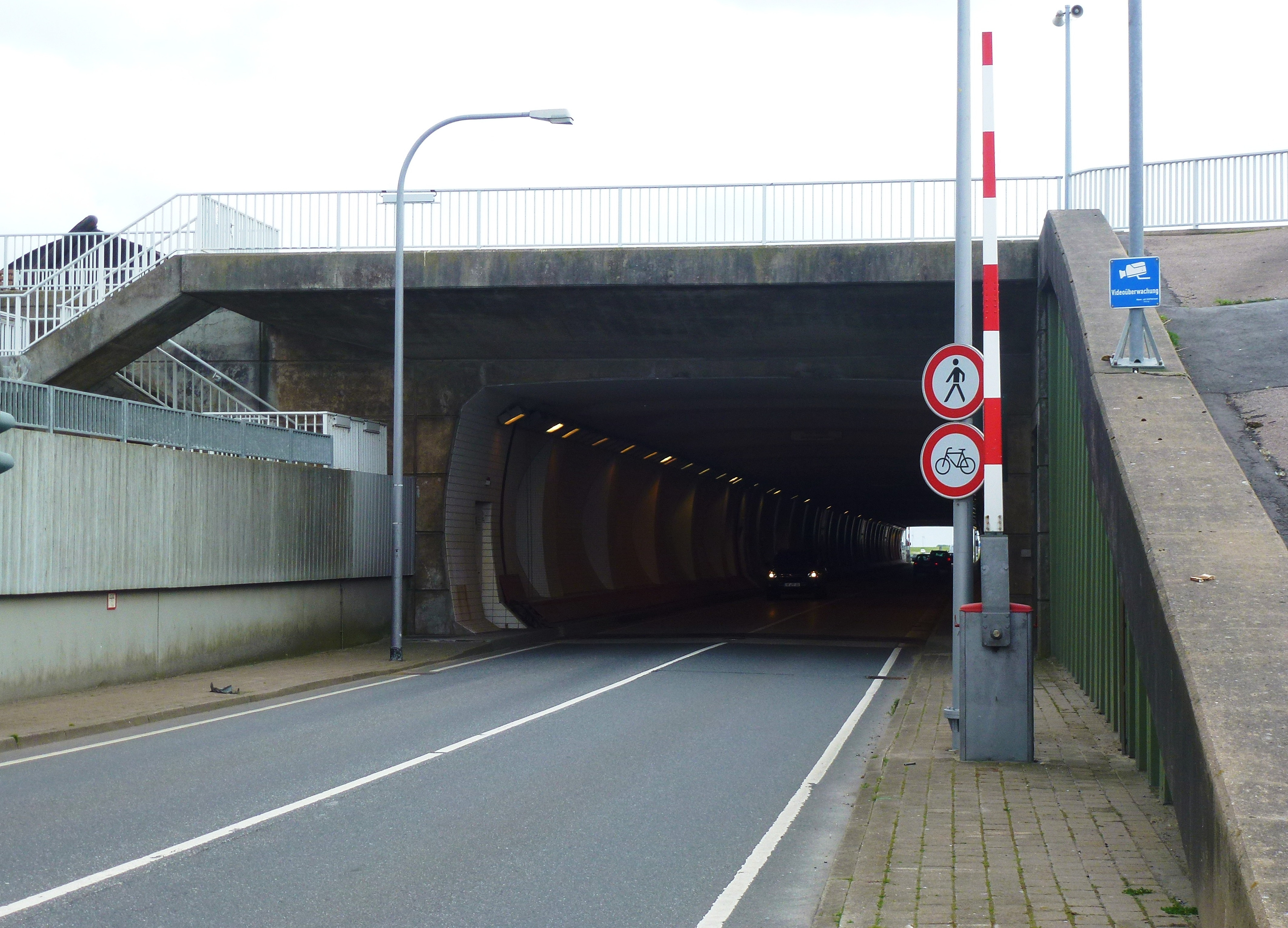
Biltunneln
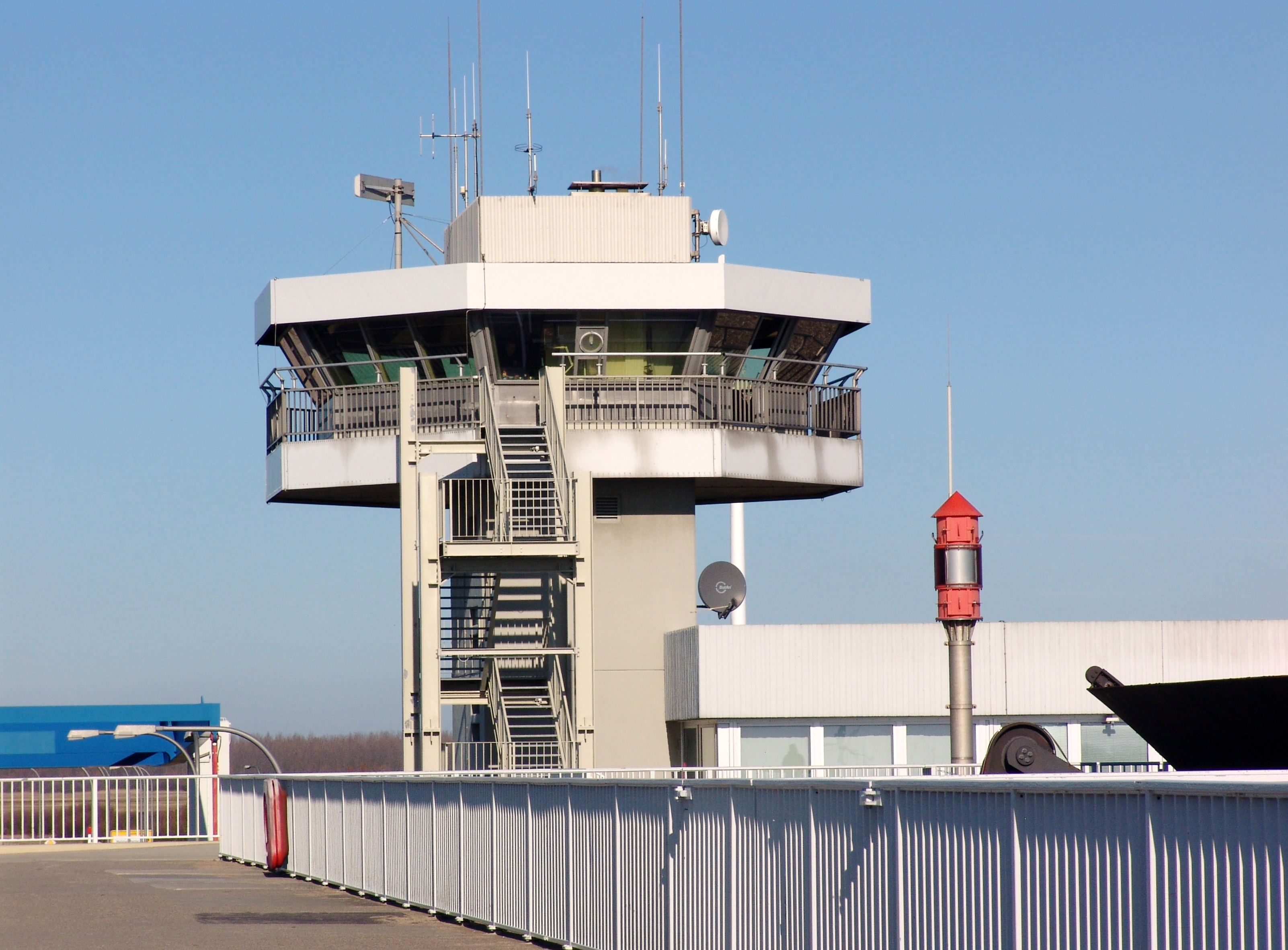
Driftledningstornet
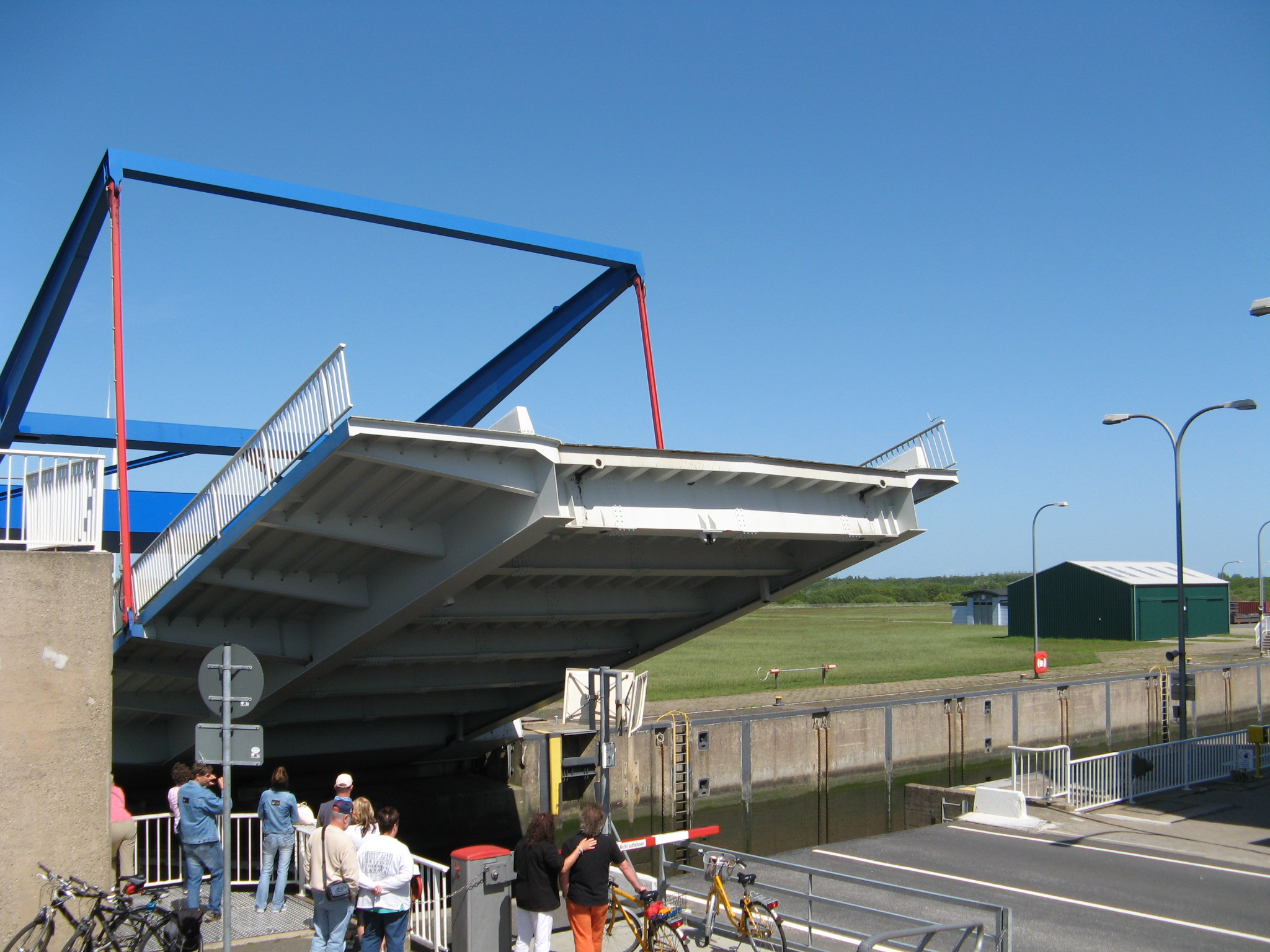
Klaffbron och slussen
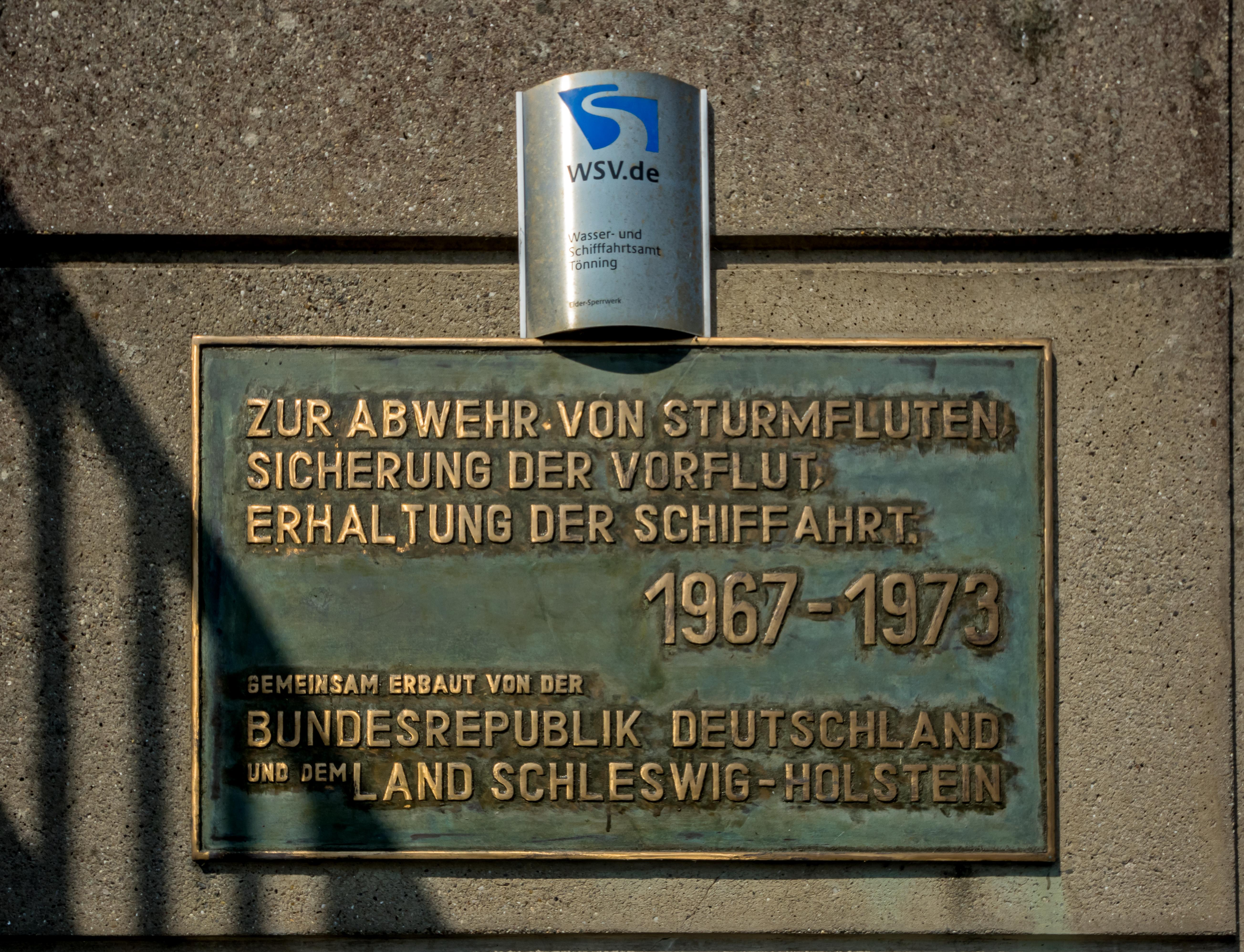
Minnestavla